# Canal ionic

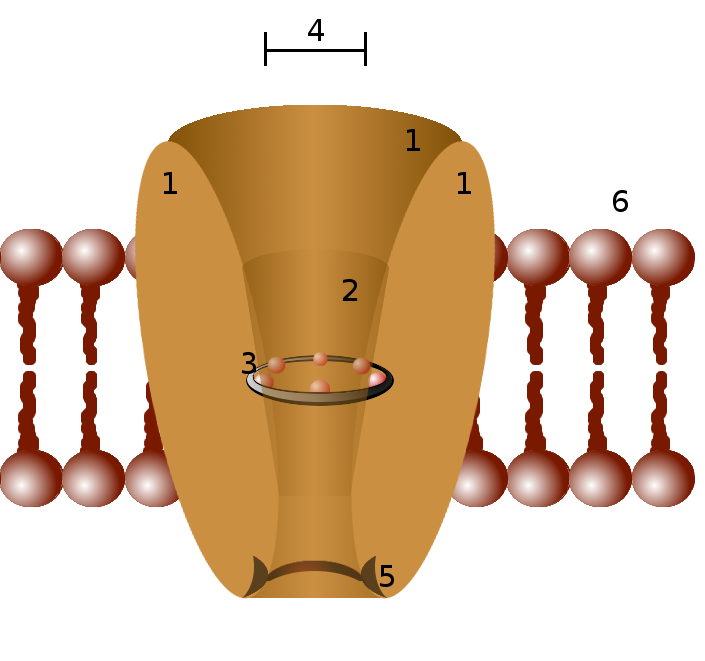
Diagramă schematică a unui canal ionic. 1 - domeniul proteic (de obicei, 4 pentru fiecare canal), 2 - vestibul exterior, 3 - filtru de selectvitate, 4 - diametrul filtrului, 5 - situs de fosforilare, 6 - membrană celulară.

Canalele ionice sunt proteine de membrană (membranare) care permit migrarea ionilor prin membranele celulare, și sunt uzual selectiv permeabile. Printre funcțiile acestora se numără stabilirea unui potențial de repaus membranar, stabilirea unui potențial de acțiune și a altor semnale electrice prin intermediul controlului transportului ionic de o parte și de alta a membranelor celulare, controlul transportului de ioni la celulele secretoare și epiteliale, cât și reglarea volumului celular. Canalele ionice sunt prezente în membranele tuturor celulelor.
Canalele ionice reprezintă una dintre clasele de proteine ionofore, cealaltă categorie fiind reprezentată de transportorii ionici.